# Гобрысь
Гобрысь (коми Гобрӧсь) — река в России, протекает на северо-западе Удорского района Республики Коми. Левый приток реки Вашки.
Длина реки составляет 26 км.
Именованные притоки:
- ручей Керавож (лв)[4][5];
- река Ишмыс (пр)[5].

## Данные водного реестра
По данным государственного водного реестра России относится к Двинско-Печорскому бассейновому округу, водохозяйственный участок реки — Мезень от истока до водомерного поста у деревни Малонисогорская. Речной бассейн реки — Мезень.
Код объекта в государственном водном реестре — 03030000112103000047610.